# 小川英生
小川 英生（おがわ ひでお、1957年7月19日 - ）は、日本の化学者。東京電機大学理工学部教授・元理学系長。理学博士（大阪市立大学）。日本熱測定学会第51回熱測定討論会実行委員長。化学熱力学国際会議第17回(ICCT-2023)実行委員会プログラム委員・セッションチェア。溶液化学シンポジウム第27回実行委員会実行委員長。日本リメディアル教育学会元理事。
専門は、物理化学/物質科学・化学熱力学、高分子化学・分析化学・生体電子工学。

## 略歴
1980年大阪工業大学工学部応用化学科卒業。1982年同大学大学院工学研究科博士前期課程応用化学専攻修了。1987年大阪市立大学（現：大阪公立大学）大学院理学研究科博士後期課程化学専攻修了、理学博士（大阪市立大学）。同年、東京電機大学理工学部自然科学系列助手。その後、講師・助教授を経て、2000年同学部教授。その間、1997年から1998年まで海外研修員として、フランス留学（ブレーズ・パスカル大学）を経験。2007年東京電機大学理工学部理工学科教授・理学系長。2023年同大学大学院理工学研究科理学専攻特定教授。その他、東京電機大学フロンティア共同研究センター運営委員、東京電機大学評議員なども務めた。
主な所属学会は、日本化学会、電気化学協会、日本熱測定学会、溶液化学研究会、日本ソノケミストリー学会など。

## 主な著書
- 物理化学実験のてびき（分担執筆、化学同人1993、学術書）
- 熱量測定・熱分析ハンドブック（共著、丸善1998、学術書）
- 応用熱分析：日本熱測定学会・応用熱測定研究グループ編（分担執筆、日刊工業新聞社1996、学術書）。
- 大学化学への入門 - 演習問題を中心に（共著、学術図書出版2006、学術書)
- 化学便覧基礎編改訂6版（共著、丸善2021、学術書）

## 主な研究
- 高感度・高安定走査熱量計の開発
- 静的熱量測定の基本と研究・開発への応用 - 東京工業大学・豊橋技術科学大学との共同研究[3]
- ジオキサン異性体-シクロヘキサン溶液の過剰熱膨張係数 - 大阪市立大学・大阪工業大学との共同研究[4]
- シクロヘキサンとヘキサン異性体系の熱力学的性質（化学熱力学）の研究
- 有機物の溶解エンタルピーに及ぼす添加塩の影響
- ピエゾ圧電素子を用いた高周波流動複屈折法の開発 - 東京大学生産技術研究所(IIS)との共同研究
- 分子分極率から探る生体適合性液体及び機能性高分子の性質とバイオセンサーへの応用